# Stilbognathus cervicornis
Stilbognathus cervicornis är en kräftdjursart som först beskrevs av J. F. W. Herbst 1803.  Stilbognathus cervicornis ingår i släktet Stilbognathus och familjen Tychidae. Inga underarter finns listade i Catalogue of Life.